# 코르푸스 인스크립티오눔 라티나룸

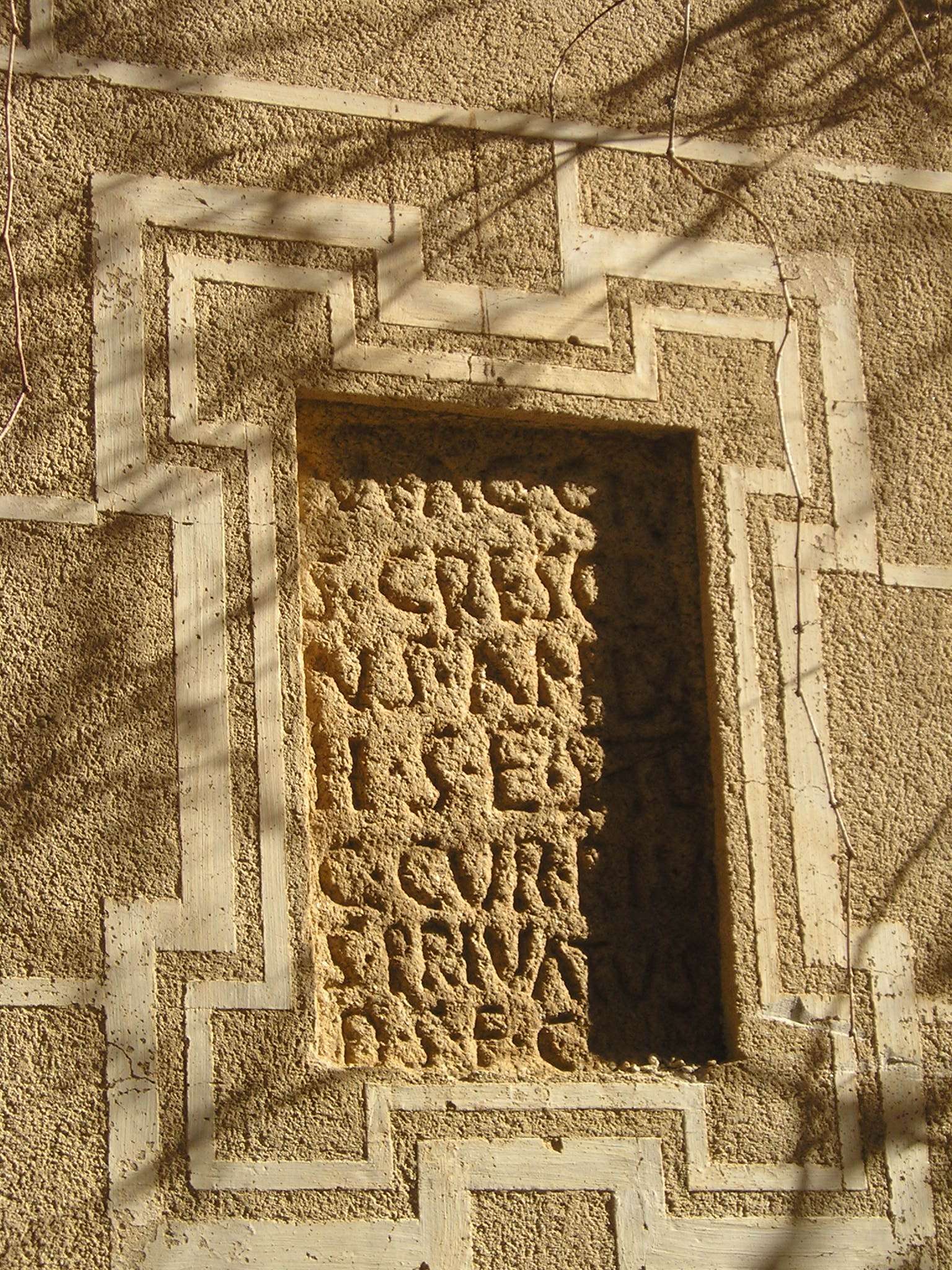
CIL의 비문 II 697: 스페인 카세레스에 위치한 건물의 벽 내부에 있는 비문.

코르푸스 인스크립티오눔 라티나룸 (CIL)은 고대 라틴어 비문을 포괄적으로 기록한 자료이다. 잔존한 고전 고대의 비문 연구 및 금석학에 있어 가장 권위있는 자료이기도 하다. 기록된 공공 및 사적 비문은 고대 로마의 삶과 역사의 모든 측면을 비추어주는 중요한 사료들이다. CIL은 새로운 판과 보충판의 발간을 통해 지속적으로 자료가 갱신되고 있다.
CIL은 라틴어 비문에 대한 데이터를 수집하고 출판하는 역할을 맡고 있는 베를린-브란덴부르크 과학 및 인문학 아카데미 내의 조직을 가리키기도 한다. 1853년 테오도어 몸젠에 의해 설립되었으며, 라틴어 비문의 포괄적인 조사를 목표로 한 최초이자 주요 조직이다.

## 목표
CIL은 로마 제국 전역의 라틴어 비문을 모두 수집하여 지리적, 체계적으로 정리한다. 초기 판본들은 다른 출판물들에서도 언급되어 당시 학계에 알려진 모든 주요 비문을 수집하여 출판했다. 설명에는 가능한 경우 원래 비문의 사진, 원본의 크기와 위치에 맞게 재현된 글자들을 보여주는 그림, 약어와 누락된 단어를 재구성한 해석, 문제점에 대한 논의가 포함된다. CIL은 라틴어로 적혀있다

## 시작
1847년에 베를린에서 지난 수 세기 동안 수많은 학자들에 의해 단편적으로만 언급되어 온 라틴어 비문들을 체계적으로 모아 출판하기 위한 위원회가 설립되었다. 위원회를 주도한 인물은 테오도어 몸젠 (이탈리아를 다룬 여러 권의 책을 쓴 인물)이었다. 작업의 대부분은 원본을 최대한 동일하게 재현하기 위해 유적지와 기념물들을 직접 조사하는 것이었다. 이전에 다른 출판물에서 인용된 비문을 찾는 것이 불가능할 경우, 저자들은 원본을 본적이 있는 인물들의 출판물을 비교해 정확한 해석을 얻으려고 노력했다. 초판은 1863년에 출간되었다.

## 현재 상태
CIL은 현재 약 70개 부문, 17권으로 구성되어 있으며, 약 18만 개의 비문이 기록되어있다. 13권의 보충판에는 도판과 특수 색인이 기록되어 있다. 첫 번째 권은 두 부분으로 나뉘어 로마 공화국 말기까지의 가장 오래된 비문들을 다루었고, 2권부터 14권까지는 비문이 발견된 지역에 따라 지리적으로 구분되었다. 나머지 권에서는 다른 주제를 다룬다. 예를 들어, 제17권은 전적으로 이정표에 할애되어 있다. 현재 카르미나 라티나 에피그래피카 (라틴어 시구 비문)를 수록할 18권의 발간이 계획되어 있다. 비문 번호와 권 번호를 연관시킨 2권짜리 "번호 색인"이 2003년에 출판되었다.
베를린-브란덴부르크 과학 및 인문학 아카데미(BBAW)는 CIL을 지속적으로 갱신하고 재인쇄하고 있다.

## 색인
발간 날짜를 포함한 권 목록. 
- Vol. I: Inscriptiones Latinae antiquissimae ad C. Caesaris mortem (1893)
- Vol. II: Inscriptiones Hispaniae Latinae (1892)
- Vol. III: Inscriptiones Asiae, provinciarum Europae Graecarum, Illyrici Latinae (1873)
- Vol. IV: Inscriptiones parietariae Pompeianae, Herculanenses Stabianae (1871)
- Vol. V: Inscriptiones Galliae Cisalpinae Latinae (1872)
- Vol. VI: Inscriptiones Urbis Romae Latinae (1876)
- Vol. VII: Inscriptiones Britanniae Latinae (1873)
- Vol. VIII:  Inscriptiones Africae Latinae (1881)
- Vol. IX: Inscriptiones Calabriae, Apuliae, Samnii, Sabinorum, Piceni Latinae (1883)
- Vol. X: Inscriptiones Bruttiorum, Lucaniae, Campaniae, Siciliae, Sardiniae Latinae (1883)
- Vol. XI: Inscriptiones Aemiliae, Etruriae, Umbriae Latinae (1888)
- Vol. XII: Inscriptiones Galliae Narbonensis Latinae (1888)
- Vol. XIII: Inscriptiones trium Galliarum et Germaniarum Latinae (1899)
- Vol. XIV: Inscriptiones Latii veteris Latinae (1887)
- Vol. XV: Inscriptiones Urbis Romae Latinae. Instrumentum domesticum (1891)
- Vol. XVI: Diplomata militaria (1936)
- Vol. XVII: Miliaria Imperii Romani (1986)

## 참고
- 금석학

### 참고 문헌
- Cébeillac-Gervasoni, Mireille; Caldelli, Maria Letizia; Zevi, Fausto (2006). 《Épigraphie latine》. Armand Colin. ISBN 2-200-21774-9. OCLC 470566532.